# 中国密码学会
中国密码学会是中华人民共和国密码学科技工作者组成的群众性学术团体，是中国科学技术协会主管的社会团体，2007年3月成立。

## 沿革
2007年3月25日至26日，中国密码学会第一届全国会员代表大会暨成立大会在北京召开，大会审议通过了《中国密码学会章程》。大会选举产生了第一届理事会，广州大学裴定一当选为理事长。